# Ermida (Ponte da Barca)
Ermida is een plaats (freguesia) in de Portugese gemeente Ponte da Barca en telt 83 inwoners (2001).

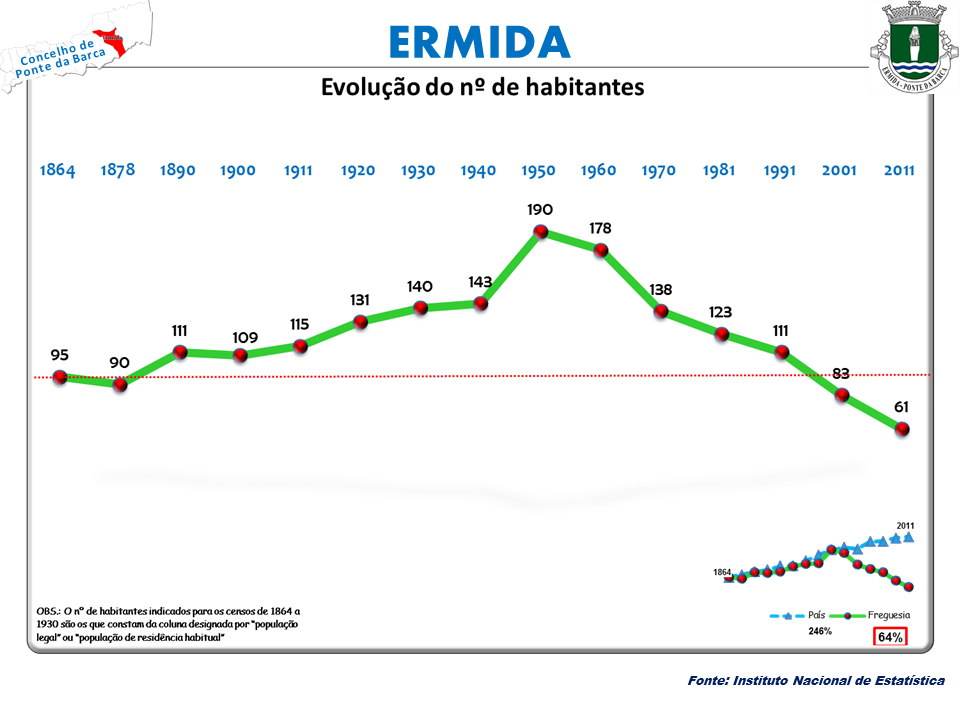
Bevolkingsontwikkeling tussen 1864 en 2011